# Marcus Foslius Flaccinator (Konsul 318 v. Chr.)
Marcus Foslius Flaccinator war 318 v. Chr. Konsul der Römischen Republik.

## Leben
Laut der Filiationsangabe der Fasti Capitolini führte der Vater des Marcus Foslius Flaccinator das Pränomen Gaius, sein Großvater hingegen ebenfalls das Pränomen Marcus. Demnach war er laut dem Althistoriker Friedrich Münzer ein Enkel des gleichnamigen Konsulartribunen von 433 v. Chr.
320 v. Chr. war Foslius Flaccinator magister equitum des Diktators Gaius Maenius, die erste bekannte Magistratur seines cursus honorum. Zwei Jahre später, also 318 v. Chr., erreichte er das Konsulat, wobei er Lucius Plautius Venox zum Amtskollegen hatte. Ein zweites Mal fungierte er 314 v. Chr. als magister equitum des Gaius Maenius. Im folgenden Jahr 313 v. Chr. übte er laut dem römischen Geschichtsschreiber Titus Livius das Amt des magisters equitum noch ein drittes Mal aus, diesmal des Diktators Gaius Poetelius Libo Visolus. Die Fasti Capitolini geben hingegen an, dass Marcus Poetelius Libo der magister equitum des Gaius Poetelius Libo Visolus gewesen sei.
Über das weitere Schicksal von Foslius Flaccinator ist nichts überliefert.